# 42365 Каліґюрі
42365 Каліґюрі (42365 Caligiuri) — астероїд головного поясу, відкритий 12 лютого 2002 року.
Тіссеранів параметр щодо Юпітера — 3,299.